# Benjamin Lense
Benjamin Lense (ur. 30 listopada 1978 w Lich) – niemiecki piłkarz, występujący na pozycji obrońcy.

## Życiorys
Swoją karierę zaczynał w niewielkim klubie, VfR Lich. Stamtąd przeszedł do SV 1927 Harbach, a od 1999 roku został piłkarzem Eintrachtu Frankfurt. Po sezonie gry we Frankfurcie Lense przeniósł się do Dynama Drezno. Kolejnym jego klubem był SV Darmstadt 98 występujący w Regionallidze Süd. Po tylko jednym sezonie rosłym obrońcą zainteresowały się lepsze kluby. Z Regionaligi trafił do Bundesligi, a jego nowym klubem została Arminia Bielefeld.
W pierwszym sezonie gry, Lense rozegrał 14 spotkań i strzelił jedną bramkę. Był to gol dający prowadzenie Arminii w wyjazdowym meczu z VfL Bochum. Bramka padła już w 3 minucie spotkania, a piłkarze z Bielefeldu wygrali 3:0. Niestety musieli się pożegnać z najwyższą klasą rozgrywkową, bowiem Lense i spółka zajęli miejsce spadkowe. Sezon 2003/2004 w 2. Bundeslidze był bardzo udany. Arminia nie miała większych problemów by z powrotem powrócić do pierwszej ligi.
To był ostatni sezon Benjamina w klubie z Bielefeldu. Od sezonu 2005/2006 reprezentował barwy 1. FC Nürnberg, jednak rozegrał tam tylko 11 spotkań i z niego zrezygnowano, ale piłkarz nie opuścił Bundesligi. Został piłkarzem beniaminka sezonu 2006/2007, VfL Bochum. Latem 2007 odszedł do Hansy Rostock, z którą w 2008 roku spadł z ligi. W 2009 roku został piłkarzem TuS Koblenz, a w 2010 roku wrócił do Arminii.

## Kariera w liczbach
| Sezon   | Klub              | Kraj   | Flaga  | Rozgrywki             | Mecze | Bramki |
| ------- | ----------------- | ------ | ------ | --------------------- | ----- | ------ |
| 1999/00 | Dynamo Drezno     | Niemcy | Niemcy | Regionalliga Nord     | ?     | ?      |
| 2000/01 | Dynamo Drezno     | Niemcy | Niemcy | Oberliga              | ?     | ?      |
| 2001/02 | SV Darmstadt 98   | Niemcy | Niemcy | Regionaliga Süd       | 20    | 0      |
| 2002/03 | Arminia Bielefeld | Niemcy | Niemcy | Bundesliga            | 14    | 1      |
| 2003/04 | Arminia Bielefeld | Niemcy | Niemcy | 2. Fußball-Bundesliga | 18    | 1      |
| 2004/05 | Arminia Bielefeld | Niemcy | Niemcy | Bundesliga            | 24    | 0      |
| 2005/06 | 1. FC Nürnberg    | Niemcy | Niemcy | Bundesliga            | 11    | 0      |
| 2006/07 | VfL Bochum        | Niemcy | Niemcy | Bundesliga            | 8     | 0      |
| 2007/08 | Hansa Rostock     | Niemcy | Niemcy | Bundesliga            | 7     | 0      |
| 2008/09 | Hansa Rostock     | Niemcy | Niemcy | 2. Fußball-Bundesliga | 15    | 3      |
| 2009/10 | TuS Koblenz       | Niemcy | Niemcy | 2. Fußball-Bundesliga | 23    | 3      |
| 2010/11 | Arminia Bielefeld | Niemcy | Niemcy | 2. Fußball-Bundesliga | 2     | 0      |